# Corredor Vermelho
Corredor Vermelho refere-se a região situada nas partes leste, central e sul da Índia que experimentam considerável insurreição naxalita-maoísta.
O grupo naxalita consiste principalmente dos quadros armados do Partido Comunista da Índia (maoísta). Estas áreas também sofrem com a maior taxa de analfabetismo, pobreza e superpopulação da Índia moderna, e abrangem partes dos estados de Kerala, Andhra Pradesh, Bihar, Chhattisgarh, Jharkhand, Madhya Pradesh, Maharashtra, Odisha, Telangana e Bengala Ocidental e leste de Uttar Pradesh. De acordo com o Ministério de Assuntos Internos, no total, 1.048 incidentes de violência extremista de esquerda ocorreram nesses dez estados em 2016.
Todas as formas de organizações naxalitas foram declaradas como organizações terroristas sob a Lei de (Prevenção de) Atividades Ilegais da Índia (1967). De acordo com o Governo da Índia, em julho de 2011, 83 distritos (este número inclui uma proposta de adição de vinte distritos) em dez estados são afetados pelo extremismo de esquerda dos 180 distritos em 2009.

## Situação econômica
Os distritos que compõem o Corredor Vermelho estão entre os mais pobres do país. Áreas como Jharkhand, Odisha, Chhattisgarh e Telangana (anteriormente parte de Andhra Pradesh), são empobrecidas ou têm desigualdade econômica significativa, ou ambos.
Uma característica fundamental desta região é a das economias não diversificadas, que são exclusivamente baseadas no setor primário. A agricultura, às vezes complementada com a mineração ou a silvicultura, é o sustentáculo da economia, que muitas vezes é incapaz de suportar um rápido aumento da população. A região possui recursos naturais significativos, incluindo capacidade de geração hidrelétrica mineral, florestal e potencial. Odisha, por exemplo, "tem 60% das reservas de bauxita da Índia, 25% de carvão, 28% de minério de ferro, 92% de níquel e 28% de reservas de manganês".

## Situação social
A área abrangida pelo Corredor Vermelho tende a ter sociedades estratificadas, com divisões de castas e feudais. Grande parte da área possui grandes populações tribais indígenas (ou adivasis), incluindo Santhal e Gond. Bihar e Jharkhand têm divisões de castas e tribais e violência associada aos atritos entre esses grupos sociais.  A região de Telangana, em Andhra Pradesh, similarmente tem uma profunda divisão de castas com um rigoroso arranjo hierárquico social. Tanto Chhattisgarh quanto Odisha possuem significativas populações tribais empobrecidas.